# Pagetina reducta
Pagetina reducta is een vlokreeftensoort uit de familie van de Pagetinidae. De wetenschappelijke naam van de soort is voor het eerst geldig gepubliceerd in 1981 door Holman & Watling.